# Pat LaFontaine
Pat LaFontaine, właśc. Patrick Michael LaFontaine (ur. 22 lutego 1965 w Saint Louis) – amerykański hokeista występujący na pozycji środkowego napastnika. Przez całą karierę w National Hockey League (NHL) związany z klubami ze stanu Nowy Jork: New York Islanders, Buffalo Sabres i New York Rangers. Olimpijczyk z Sarajewa w 1984 i Nagano w 1998. Od 2003 roku członek Hockey Hall of Fame. Numer 16, z którym występował w barwach Buffalo Sabres został zastrzeżony przez ten klub w marcu 2006.

## New York Islanders
Pat Lafontaine został wybrany przez New York Islanders w pierwszej rundzie NHL Entry Draft 1983. W sierpniu 1983 zawodnik ogłosił, że jeszcze przed przejściem na zawodowstwo i podpisaniem kontraktu z drużyną z Nowego Jorku zamierza wziąć udział w igrzyskach olimpijskich w Sarajewie. W lutym 1984 LaFontaine podpisał kontrakt z New York Islanders. Debiut w NHL zaliczył kilka dni później w wygranym 4:3 spotkaniu z Winnipeg Jets. W swoim drugim meczu w lidze zdobył 3 bramki i zanotował dwie asysty, będąc jednym z najlepszych zawodników wygranego 11:6 meczu z Toronto Maple Leafs. W swoim pierwszym meczu na domowym lodowisku zdobył 2 punkty, przyczyniając się do wygranej 5:2 z Philadelphia Flyers. W debiucie w play-offach zdobył 2 punkty (bramka i asysta) dając Islanders wraz z Patrickiem Flatleyem (2 punkty) zwycięstwo nad lokalnym rywalem New York Rangers. W sezonie 1983-84 Wyspiarze dotarli do piątego z rzędu finału Pucharu Stanleya, w którym ulegli Edmonton Oilers w 5 spotkaniach. Honorowe trafienia dla Islanders w ostatnim spotkaniu finałów dał Pat LaFontaine, zdobywając dwie bramki w pierwszych 35 sekundach trzeciej tercji; spotkanie zakończyło się zwycięstwem Oilers 5:2.
W swoim pierwszym pełnym sezonie w NHL LaFontaine rozegrał 67 spotkań sezonu zasadniczego i zdobył 54 punkty. W rozgrywkach play-off Islanders odpadli w finale dywizji, ulegając Philadelphia Flyers 3:2.
Rozgrywki play-off w 1986 roku Wyspiarze zakończyli już na pierwszej rundzie, ulegając Washington Capitals 0:3. W trzech spotkaniach fazy play-off LaFontaine zdobył 1 punkt, trafiając do bramki w drugim spotkaniu.
W sezonie 1986–1987 wystąpił we wszystkich 80 spotkaniach rundy zasadniczej, zdobywając 38 bramek i 70 punktów. W pierwszej rundzie fazy play-off zdobył zwycięskiego gola w czwartej dogrywce (4 OT) siódmego i decydującego spotkania z Washington Capitals, znanego jako „Easter Epic”. Mecz rozpoczął się wieczorem 18 kwietnia, a zakończył przed godziną 2:00 w nocy czasu lokalnego, w Wielkanoc. LaFontaine wspominał tę chwilę jako najbardziej niezapomnianą w jego karierze. W drugiej rundzie play-off Islanders przegrali z Philadelphia Flyers, również po siedmiu meczach.
W rundzie zasadniczej sezonu 1987–1988 LaFontaine trafiał 47 razy do siatki rywali, najwięcej odkąd zadebiutował w NHL. Jego bramka w dogrywce pierwszego meczu fazy play-off z New Jersey Devils zapewniła zwycięstwo zespołowi z Nowego Jorku. Pomimo 4 bramek LaFontaine’a we wszystkich meczach z Devils, Wyspiarze nie zdołali awansować do kolejnej rundy, tracąc szanse po sześciu meczach.
Islanders zajęli przedostatnie miejsce w całej lidze w sezonie zasadniczym 1988–1989, zdobywając 61 punktów w 80 meczach.
W drugim spotkaniu pierwszej rundy fazy play-off 1990 roku LaFontaine doznał wstrząśnienia mózgu po kontrowersyjnym ataku Jamesa Patricka. Podczas znoszenia na noszach był nieprzytomny. Ambulans, który transportował zawodnika z Madison Square Garden, był wstrzymywany przez kibiców Rangersów. Kontuzja uniemożliwiła mu występy w kolejnych spotkaniach z lokalnym rywalem, a seria zakończyła się porażką Islanders w pięciu meczach.
Po nieudanym dla Islanders sezonie 1990–1991 LaFontaine chciał renegocjować z Islanders swój kontrakt, na co nie przystali właściciele. Zawodnik postawił ultimatum, w którym domagał się zmian właścicielskich w klubie. W październiku 1991 odrzucił propozycję kontraktu, na mocy którego zarobiłby 6 milionów dol. w ciągu 4 lat i przeniósł się do Buffalo Sabres; w ramach transakcji do Nowego Jorku z Buffalo przeniósł się m.in. Pierre Turgeon.

## Buffalo Sabres
Kilka tygodni po zmianie klubu, 16 listopada LaFontaine doznał złamania szczęki po uderzeniu kijem przez Jamiego Macouna z Calgary Flames; kontuzja wyeliminowała go z gry na miesiąc. Z trzynastu spotkań bez Amerykanina Sabres zdołali wygrać dwa. W pierwszym spotkaniu ze swoim byłym pracodawcą 3 stycznia 1992 LaFontaine zanotował 3 asysty, przyczyniając się do zwycięstwa Sabres nad Islanders 5:2. W pierwszym sezonie w Sabres LaFontaine zdobył 46 goli i 93 punkty w 57 spotkaniach fazy zasadniczej. Drużyna z Buffalo odpadła w pierwszej rundzie play-off, po siedmiu spotkaniach z Boston Bruins; LaFontaine zdobył 8 bramek, trafiając w każdym meczu.
W sezonie zasadniczym 1992–1993 LaFontaine zdobył 148 punktów, co jest rekordem klubu i rekordem wśród amerykańskich zawodników w całej lidze. W pierwszej rundzie fazy play-off Sabres pokonali Boston Bruins 4:0; gola na wagę awansu w dogrywce czwartego meczu zdobył Brad May. W drugiej rundzie ulegli przyszłemu zdobywcy Pucharu Stanleya, Montreal Canadiens. Runda zakończyła się zwycięstwem drużyny z Kanady 4:0, w każdym meczu różnicą jednej bramki.
Po rozegraniu kilkunastu meczów sezonu zasadniczego 1993–1994 LaFontaine musiał poddać się operacji więzadła krzyżowego przedniego, którego uraz dokuczał mu od pierwszego meczu rozgrywek. Kontuzja wykluczyła go z gry na 16 miesięcy.
W sezonie 1995–1996 rozegrał 76 spotkań sezonu zasadniczego, zdobywając 40 bramek i 91 punktów; mimo to Sabres nie awansowali do fazy play-off, zajmując przedostatnie miejsce w swojej dywizji.
W październiku 1996 doznał poważnego wstrząśnienia mózgu po uderzeniu przez François Leroux w spotkaniu z Pittsburgh Penguins; LaFontaine stracił przytomność na kilka minut. Po kilku dniach przerwy powrócił do gry, jednak po siedmiu rozegranych spotkaniach musiał zakończyć udział w sezonie 1996–1997 po komplikacjach związanych z zespołem po wstrząśnieniu mózgu.

## New York Rangers
W sierpniu 1997 podpisał kontrakt ze swoją trzecią drużyną ze stanu Nowy Jork – New York Rangers. Do gry wrócił 3 października, na mecz z New York Islanders. W styczniu 1998 zdobył swój 1000. punkt w NHL. Ostatni występ w zawodowym hokeju zanotował 16 marca 1998, w którym zderzył się z kolegą z zespołu, Mikiem Keane’em. Efektem tego zderzenia było kolejne, szóste w karierze LaFontaine’a wstrząśnienie mózgu. Decyzję o zakończeniu kariery ogłosił w sierpniu 1998.

## Reprezentacja
LaFontaine zadebiutował w reprezentacji Stanów Zjednoczonych podczas turnieju olimpijskiego w Sarajewie, jeszcze przed przejściem na zawodowstwo (profesjonalni hokeiści nie mogli brać udziału w turnieju hokeja na lodzie aż do igrzysk w 1988 w Calgary). Amerykanie zajęli na turnieju 7. miejsce.
W pierwszym spotkaniu Canada Cup w 1987 przeciwko Finlandii LaFontaine zdobył dwie bramki, prowadząc swój zespół do wygranej 4:1. W drugim spotkaniu Amerykanie zwyciężyli Szwedów, jednak kolejne 3 spotkania – z Kanadą, Związkiem Radzieckim i Czechosłowacją – zakończyły się porażkami i Stany Zjednoczone odpadły z turnieju.
Na mistrzostwach świata w 1989 LaFontaine wystąpił we wszystkich spotkaniach, w tym siedmiu w pierwszej rundzie oraz trzech w walce o utrzymanie w grupie mistrzowskiej. Amerykanie zajęli 6. miejsce, utrzymując się w grupie mistrzowskiej na kolejny turniej.
W turnieju Canada Cup w 1991 Amerykanie z Patem LaFontaine w składzie dotarli do finału, który przegrali w dwóch meczach z Kanadyjczykami. W 1996 Amerykanie wygrali inauguracyjną edycję Pucharu Świata, rewanżując się Kanadyjczykom za porażkę z 1991. Zdaniem LaFontaine'a ta wygrana była osiągnięciem porównywalnym do cudu na lodzie z 1980.
Ostatnimi rozgrywkami LaFontaine w międzynarodowym hokeju był turniej hokeja na igrzyskach olimpijskich w 1998 w Nagano. Bardziej niż z postawy na lodzie – Amerykanie odpadli już w ćwierćfinale po porażce z Czechami 1:4 – hokeiści ze Stanów Zjednoczonych zostali zapamiętani ze zniszczeń, jakie po sobie zostawili w wiosce olimpijskiej.

## Nagrody i wyróżnienia
- Hockey Hall of Fame: 2003[68]
- Wybrany do pięciu Meczów Gwiazd NHL: 1988, 1989, 1990, 1991 i 1993[69]
- Bill Masterton Memorial Trophy: 1995[14]
- Lester Patrick Trophy: 1996–1997[14]
- NHL Second All-Star Team: 1993[69]

## Statystyki

### Sezon zasadniczy i play-off
| 1981–82   | Detroit Compuware  | MNHL      | 79  | 175 | 149 | 324  | —   | —  | —  | —  | —  | —  |
| 1982–83   | Verdun Juniors     | QMJHL     | 70  | 104 | 130 | 234  | 10  | 15 | 11 | 24 | 35 | 4  |
| 1982–83   | Verdun Juniors     | M-Cup     | —   | —   | —   | —    | —   | 4  | 3  | 2  | 5  | 2  |
| 1983–84   | Team USA           | Nat-Tm    | 58  | 56  | 55  | 111  | 22  | —  | —  | —  | —  | —  |
| 1983–84   | New York Islanders | NHL       | 15  | 13  | 6   | 19   | 6   | 16 | 3  | 6  | 9  | 8  |
| 1984–85   | New York Islanders | NHL       | 67  | 19  | 35  | 54   | 32  | 9  | 1  | 2  | 3  | 4  |
| 1985–86   | New York Islanders | NHL       | 65  | 30  | 23  | 53   | 43  | 3  | 1  | 0  | 1  | 0  |
| 1986–87   | New York Islanders | NHL       | 80  | 38  | 32  | 70   | 70  | 14 | 5  | 7  | 12 | 10 |
| 1987–88   | New York Islanders | NHL       | 75  | 47  | 45  | 92   | 52  | 6  | 4  | 5  | 9  | 8  |
| 1988–89   | New York Islanders | NHL       | 79  | 45  | 43  | 88   | 26  | —  | —  | —  | —  | —  |
| 1989–90   | New York Islanders | NHL       | 74  | 54  | 51  | 105  | 38  | 2  | 0  | 1  | 1  | 0  |
| 1990–91   | New York Islanders | NHL       | 75  | 41  | 44  | 85   | 42  | —  | —  | —  | —  | —  |
| 1991–92   | Buffalo Sabres     | NHL       | 57  | 46  | 47  | 93   | 98  | 7  | 8  | 3  | 11 | 4  |
| 1992–93   | Buffalo Sabres     | NHL       | 84  | 53  | 95  | 148  | 63  | 7  | 2  | 10 | 12 | 0  |
| 1993–94   | Buffalo Sabres     | NHL       | 16  | 5   | 13  | 18   | 2   | —  | —  | —  | —  | —  |
| 1994–95   | Buffalo Sabres     | NHL       | 22  | 12  | 15  | 27   | 4   | 5  | 2  | 2  | 4  | 2  |
| 1995–96   | Buffalo Sabres     | NHL       | 76  | 40  | 51  | 91   | 36  | —  | —  | —  | —  | —  |
| 1996–97   | Buffalo Sabres     | NHL       | 13  | 2   | 6   | 8    | 4   | —  | —  | —  | —  | —  |
| 1997–98   | New York Rangers   | NHL       | 67  | 23  | 39  | 62   | 36  | —  | —  | —  | —  | —  |
| NHL razem | NHL razem          | NHL razem | 865 | 468 | 545 | 1013 | 552 | 69 | 26 | 36 | 62 | 36 |

### Międzynarodowe
| Rok              | Drużyna           | Turniej          |    | M  | G  | A  | Pkt | Min |
| ---------------- | ----------------- | ---------------- | -- | -- | -- | -- | --- | --- |
| 1984             | Stany Zjednoczone | IO               | 6  | 5  | 3  | 8  | 0   |     |
| 1987             | Stany Zjednoczone | CC               | 5  | 3  | 0  | 3  | 0   |     |
| 1989             | Stany Zjednoczone | MŚ               | 10 | 5  | 3  | 8  | 8   |     |
| 1991             | Stany Zjednoczone | CC               | 6  | 3  | 1  | 4  | 2   |     |
| 1996             | Stany Zjednoczone | PŚ               | 5  | 2  | 2  | 4  | 2   |     |
| 1998             | Stany Zjednoczone | IO               | 4  | 1  | 1  | 2  | 0   |     |
| Seniorskie razem | Seniorskie razem  | Seniorskie razem | 36 | 19 | 10 | 29 | 12  |     |